# Capitale du Brésil
La capitale du Brésil est actuellement Brasilia. Cela n'a cependant pas toujours été le cas.

## Salvador de Bahia (1549-1624; 1625-1763)
Salvador de Bahia fut la première capitale du Brésil colonial. Elle eut ce statut de 1549 à 1763.

## Olinda (1624-1625)
Pendant la première des invasions néerlandaises au Brésil (XVIIe siècle), le gouverneur de l'époque de la capitainerie de Pernambouc, Matias d'Albuquerque, fut nommé gouverneur général de l'État du Brésil, administrant l'État depuis Olinda pendant la période 1624-1625.

## Rio de Janeiro (1763-1960)
Rio de Janeiro est devenue la capitale du Brésil en 1763. La ville a conservé ce statut pendant le reste de la période coloniale, dont le royaume du Brésil (en), puis, après l'indépendance, pendant l'empire du Brésil, la Première République, la Deuxième République (pt), l'Estado Novo (Troisième République) et la majeure partie de la Quatrième République, jusqu'en 1960.

## Brasilia (depuis 1960)
Au milieu des années 1950, le président Juscelino Kubitschek décide de transférer le siège de l'État de Rio de Janeiro, ville surpeuplée, à un plateau inhabité, situé à 1 000 mètres d'altitude et isolé à l'intérieur du territoire brésilien. Brasilia devient la capitale du Brésil en 1960.

## Capitales non politiques
São Paulo est un centre industriel majeur en Amérique latine et la capitale financière du Brésil et de l'Amérique latine. São Paulo est aussi considérée comme la capitale culturelle du Brésil.